# Tremont (Missisipi)
Tremont – miasto w Stanach Zjednoczonych, w stanie Missisipi, w hrabstwie Itawamba.